# Vásárhelyi Miklós
Vásárhelyi Miklós (Fiume, 1917. október 9. – Budapest, 2001. július 31.) magyar újságíró, a Rákosi-korszak propagandistája, 1956-ban a második és a harmadik Nagy Imre-kormány sajtófőnöke volt; az SZDSZ alapító tagja.

## Élete
Gyerekkorát Fiumében töltötte, ott kezdte tanulmányait, majd 1936–1937-ben Rómában az egyetem jogi karán tanult. 1939-ben Magyarországra költözött, ahol a Debreceni Tudományegyetem jog- és államtudományi karán folytatta tanulmányait. Ekkoriban lett tagja a Kommunisták Magyarországi Pártjának. A második világháborúban a háborút ellenzőkhöz csatlakozott, 1941-ig az óbudai szociáldemokrata ifjúsági szervezet titkára volt. Miután Magyarország belépett a háborúba (1941. június 26.), politikai okokból munkaszolgálatra hívták be. A német megszállás után a fegyveres ellenállás tagja lett.
A háború után a Szabadság, majd a Szabad Nép című újság munkatársa lett. Ebben a minőségében vett részt az 1946–1947-es párizsi béketárgyalásokon. 1950-ben rövid ideig a Rádió elnöke is volt, 1951-ben a Művelt Nép Könyvkiadó felelős szerkesztője lett, 1952–1954 között pedig a Hungary–Vengrija című lap főszerkesztője lett. 1954 májusában a Minisztertanács Tájékoztatási Hivatalának lett az elnökhelyettese. Szabadnépes újságíróként a pócspetri koncepciós per egyik fő propagandistája volt. 1948. június 3-án Vásárhelyi Miklós Péter Gáborral és Kádár Jánossal egy autóban utazott Pócspetrire, a statáriumba torkolló ügy propagandafeladatainak ellátása céljából; újságcikkeiben halált követelt a teljesen ártatlan áldozatokra. Vásárhelyi Miklós a Beszélőben 2001-ben maga számolt be részletesen az eseményekről.
Nagy Imre és reformtörekvéseinek támogatója volt, ezért 1955 áprilisában a „keményvonalas kommunisták” az összes többi reformkommunistával együtt leváltották, de nem zárták ki a pártból. 1955. május 27-én azonban Gimes Miklóssal együtt egy pártgyűlésen követelte a Rajk-per felülvizsgálatát, majd aláírt egy memorandumot, amely a kulturális élet ellenőrzésének megszüntetését követelte. Emiatt 1955. december 24-én kizárták a pártból.
Kizárását követően könyvtárosként dolgozott, majd a forradalom idején, 1956. november 1-jén a második Nagy Imre-kormány sajtófőnöke lett. A szovjet offenzíva napján, november 4-én a kormány többi tagjával együtt a jugoszláv nagykövetségre menekült, ahonnan azonban november 23-án kénytelen volt távozni. Romániába deportálták, ahol Snagovban tartották fogva őket, majd 1957. április 10-én visszahozták őket Magyarországra. Budapesten, a Nagy Imre-perben 5 év börtönre ítélték.
1960-ban egyéni kegyelemmel kiszabadult a börtönből, ezt követően a Képzőművészeti Kiadó lektoraként dolgozott, múltja miatt azonban teherré vált a Kiadó számára és ezért elbocsátották. Egy építőipari cégnél tudott elhelyezkedni, ahol anyagbeszerző lett, 1972-ig. Fordításból élt, 1965-től az Élet és Tudomány című folyóirat munkatársa is lett, majd 1972-től az MTA Irodalomtudományi Intézetének lett munkatársa, sajtótörténeti kutatásokat végzett. 1973-tól a MAFILM dramaturgja volt.
Aktívan segédkezett a rendszerváltás lebonyolításában, támogatta az '56-os forradalom utáni megtorlás mártírjainak rehabilitálását. 1988-ban az ÚJ Márciusi Front és a Történelmi Igazságtétel Bizottság alapító tagja lett. Nagy Imre és társainak újratemetésén ő is beszédet mondott.
A rendszerváltás után az SZDSZ egyik alapító tagja lett, 1990–1994 között országgyűlési képviselő is volt. 1994–2001 között a Soros Alapítvány kuratóriumának elnöki tisztjét is betöltötte.
Lánya Vásárhelyi Mária (1953–) szociológus, újságíró, az SZDSZ alapító tagja.

## Az újságíró
1945 tavaszától a kommunista Szabad Nép pártlap újságírójaként és szerkesztőjeként dolgozott. Egy 1989-es interjúban így emlékezett vissza azokra az időkre:
„…1945 tavaszától kezdve a Szabad Nép, a pártlap munkatársa voltam (később a szerkesztőbizottságnak is tagja lettem), s ily módon naponta találkoztam Révaival, a politikai bizottság ideológiai agitációs és propaganda ügyekben illetékes tagjával. Nézeteink ismeretében elmondhatom, hogy ‘45-ben és részben ‘46-ban a pártnak az volt a stratégiája, hogy hosszú ideig tartó demokratikus küzdelemre kell berendezkednünk, s ennek során kell majd magunkhoz vonzanunk a magyar lakosság többségét. Ezért is szántak olyan fontos szerepet a lapunknak, s ezért töltött Révai egész napokat a szerkesztőségben írással, vezércikkírással és a mi irányításunkkal. Ebben az időszakban azt gondoltuk, hogy a legfontosabb a propaganda, hiszen ennek nyerhetjük meg az embereket, ennek révén győzhetjük meg őket arról, hogy a nép pártja vagyunk, s hogy tevékenységünk a nemzet javát szolgálja.” 

## Újságcikkei, riportjai, tudósításai

### 1945-1949
- Az utolsó szegeket verjük a feudális nagybirtokrendszer koporsójába (Szabad Nép, 1945. június 10.)
- „Az új politikai rendőrség a nép fegyvere a reakciónak és a fasizmusnak megsemmisítésére" - Péter Gábor nyilatkozik a politikai rendőrség működéséről, céljairól és bírálóiról (Szabad Nép, 1945. június 29.)
- Az angolszászok leszavazták a Szovjetunió minden magyar-támogató gazdasági javaslatát (Szabad Nép, 1946. október 6.)
- Javaslat a magyar-jugoszláv lakosságcseréről (Szabad Nép, 1946. augusztus 25.)
- Munkásárulók alkonya Európában (Szabad Nép, 1947. február 2.)
- Báránybőrbe bujtatott farkasok (Szabad Nép, 1947. április 20.)
- Új nagyhatalmi tényező - A keleteurópai demokráciák külpolitikája (Szabad Nép, 1947. június 1.)
- Akik rossz hírünket keltik a világban -  Az Associated Press, a Reuter, a Newyork Times budapesti tudósítói a hazai reakció segítségével valótlanságokat írnak a magyar demokráciáról (Szabad Nép, 1947. június 22.)
- „A Wall Street önzetlenségében hinni annyi, mint csodákban bízni” (Szabad Nép, 1947. augusztus 17.)
- Kétszáz külföldi újságíró Rákosi Mátyásnál (Szabad Nép, 1947. augusztus 30.)
- Az amerikai övezetben tilos a Hitler-ellenes propaganda (Szabad Nép, 1947. október 10.)
- Banditák, terroristák az olasz reakció és az imperialisták szolgálatában (Szabad Nép, 1947. október 12.)
- Felszámoljuk az ötödik hadoszlopot (Szabad Nép, 1947. november 22.)
- A munkásbíróság vizsgája (Szabad Nép, 1947. december 5.)
- Shvoy úr, a fehérvári püspök, aki kiközösítette a népbarát bakonykúti plébánost (Szabad Nép, 1948. május 8.)
- Vér tapad a fekete reakció kezéhez - A pócspetri plébános által felizgatott tömeg tüntetésén egy volt horthysta zászlós meggyilkolta Takács Gábor rendőr őrvezetőt (Szabad Nép, 1948. június 6.)
- A newyorki Reichstag-per (Szabad Nép, 1948. október 31.)
- Söpörjenek a maguk portája előtt! - A Szabad Nép munkatársának helyszíni beszámolója az ENSZ Mindszenty-tárgyalásáról (Szabad Nép, 1949. május 11.)
- A BÉKEFRONT-A GYŐZELEM FRONTJA (Szabad Nép, 1949. június 30.)
- A „demokraták"  - akik Tito oldalán állanak  (Szabad Nép, 1949. szeptember 4.)

### 1950-
- Az imperialisták ellentétei – sajtójuk tükrében (Társadalmi Szemle – 1951. 2. szám)
- A német imperializmus újjáéledése (Társadalmi Szemle – 1952. 2–3. szám)
- Az amerikai monopoltőke kormányának kísérletei a nemzetközi helyzet élezésére (Társadalmi Szemle – 1953. 7–8. szám)

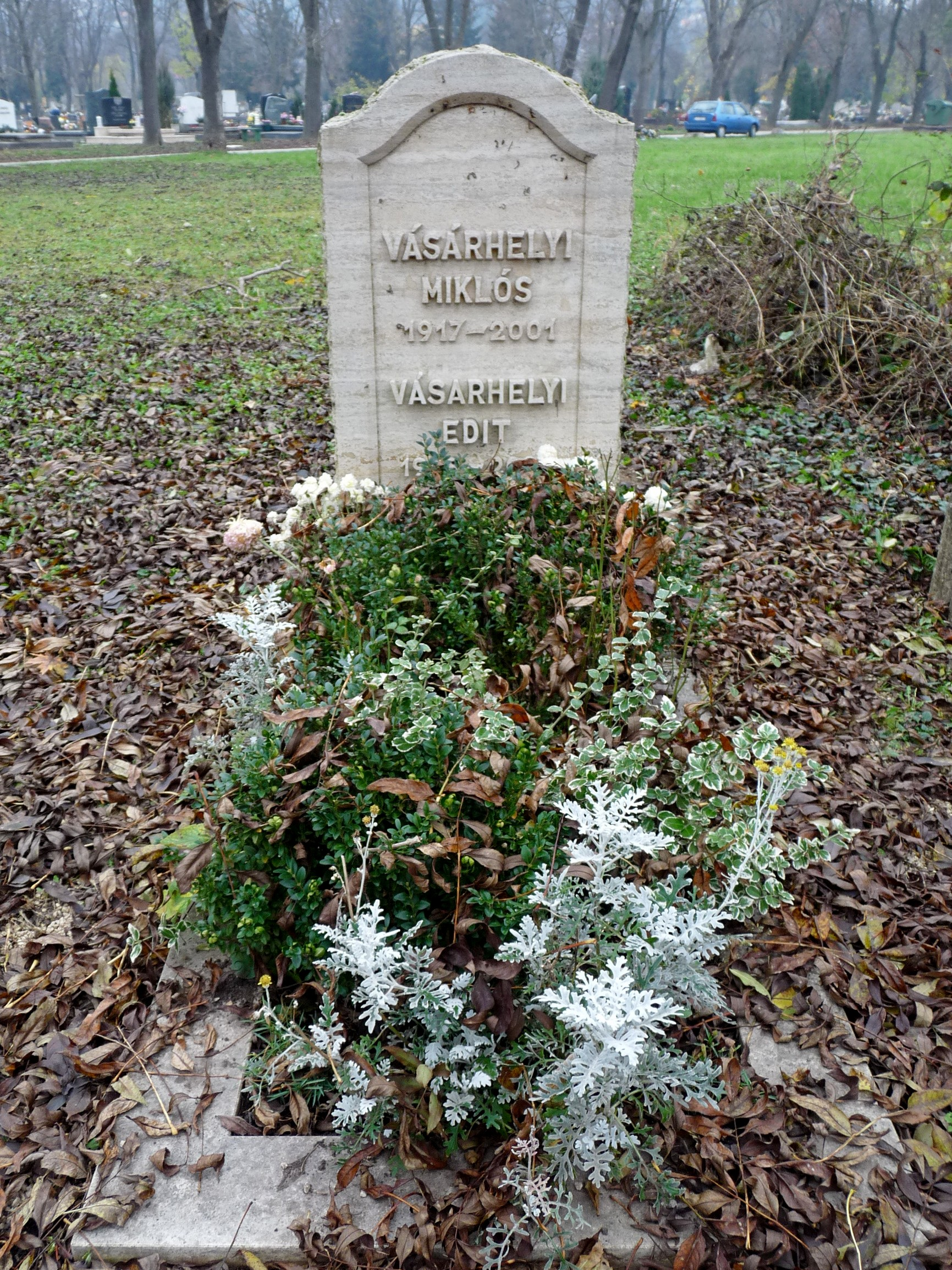
Vásárhelyi Miklós síremléke az Óbudai temetőben (16-1).

## Kitüntetései
- Magyar Köztársasági Érdemrend arany fokozata (1948)
- A Magyar Érdemrend parancsnoki keresztje a csillaggal (1995)
- Nagy Imre Emlékplakett (1996)
- Demény Pál Emlékérem (1997)
- francia Becsületrend (1997)
- Pro Renovanda Cultura Hungariae fődíja (1998)

## Művei
- Az Atlanti Szövetség. Összeesküvés a béke ellen; Művelt Nép, Bp., 1953 (Útmutató városi és falusi előadóknak)
- Die Entwicklung des sowjetischen Aussenhandels mit den europäischen Ostblockstaaten seit der Gründung des Comecon (1949–1963); Keller, Aarau, 1967
- A hatalom mestersége; Magvető, Bp., 1972
- Az ellenforradalmi rendszer baloldali sajtójáról. Szöveggyűjtemény. 1919–1944; összeáll. Márkus László, Vásárhelyi Miklós; Magyar Újságírók Országos Szövetsége, Bp., 1975
- Nem engedélyezem! A Cenzura Bizottság dossziéjából; összeáll., sajtó alá rend. Márkus László, Szinai Miklós, Vásárhelyi Miklós; Kossuth, Bp., 1975
- „Lesz magyar újjászületés”. Az új élet hétköznapjai 1944. szeptember 1.–1945. május 1.; vál., szerk. Pór Edit és Vásárhelyi Miklós; Magvető, Bp., 1975
- Közjáték Algírban. 1942–43; Magvető, Bp., 1976 (Gyorsuló idő)
- A lord és a korona; Kossuth, Bp., 1977 (Népszerű történelem)
- Így élt Garibaldi; Móra, Bp., 1983 (Így élt)
- Magyarország 1956. A forradalom, előzményei és utóélete; s.n., s.l., 1986
- Miklós Vásárhelyi. La rivoluzione ungherese. Imre Nagy e la sinistra; riporter Federigo Argentieri, bev. Fejtő Ferenc; Levi, Roma, 1988
- Ellenzékben; összeáll., szerk. Tóbiás Áron; Szabad Tér, Bp., 1989 (Huszadik század)
- Beszélgetések Vásárhelyi Miklóssal; interjúk Federigo Argentieri, Barna Imre, előszó Massimo D’Alema, olaszból ford. Betlen János, Barna Imre; Magyar Könyvklub, Bp., 2000
- A bilincsbe vert beszéd, Irodalom Kft., Bp., 2002 ISBN 963-204-723-0
- A történelemben. Vásárhelyi Miklós válogatott beszédei és írásai a nyolcvanas-kilencvenes évekből; sajtó alá rend. Vásárhelyi Júlia, előszó Kenedi János; Élet és Irodalom, Bp., 2006

### Fordításai
- Bernard Lelong · Jean-Luc Lancrey-Javal: Mágikus Kordillerák (Cordillère magique) – Művelt nép, Budapest, 1956
- William Cooper: Professzor az uborkafán (The Struggles of Albert Woods) – Európa, Budapest, 1962
- Roger Chateauneu: Acélhárfák (Les harpes de fer) – Magvető, Budapest, 1962
- Alan Sillitoe: Az ajtó kulcsa – Európa, Budapest, 1963
- William Somerset Maugham: Téli utazás – Európa, Budapest, 1964 · Fordította: Benedek András, Fóthy János, Karig Sára, Nagy Péter, Réz Ádám, Szíjgyártó László, Udvarhelyi Hanna, Vályi Nagy Ervin, Vásárhelyi Miklós
- Bertolt Brecht: Bertolt Brecht színművei I-II. – Magyar Helikon, Budapest, 1964 · Fordította: Bernáth István, Csorba Győző, Fáy Árpád, Garai Gábor, Görgey Gábor, Hajnal Gábor, Háy Gyula, Jékely Zoltán, Ladányi Mihály, Nemes Nagy Ágnes, Réz Ádám, Ungvári Tamás, Vas István, Vásárhelyi Miklós, Viktor János
- Pierre Gamarra: A Goncourt-díjas gyilkos (L’assassin a le prix Goncourt) – Európa, Budapest, 1964
- Dymphna Cusack: Ketten a halál ellen (Say no to death) – Tevan, Békéscsaba, 1991 · ISBN 9637900160